# Великий каньйон Криму
Вели́кий Каньйо́н Кри́му — найглибший каньйон в Україні. Розташований у Криму, неподалік гірського автошляху Ялта — Бахчисарай. Розділяє два гірські масиви — Бойка і Ай-Петрі.
Довжина — 3 км, максимальна глибина — 320 м, мінімальна ширина 3—5 м. Вперше описаний професором І. Пузановим у 1925 році. На дні каньйону — річка Аузун-Узень з великою кількістю порогів, водоспадів, валунів, западин у дні. На території каньйону створений ландшафтний заказник площею 300 га.

## Природні особливості
Русло каньйону являє собою западину з гладкими стінами по бортах, з нагромадженнями брил і валунів на дні, з порогами (тобто виходами твердіших гірських порід), водоспадами до 3—4 м заввишки та з ерозійними котлами (так званими ваннами) завглибшки до 2,5 м, завширшки в обидва борти й завдовжки до 10 м. Утворилися в результаті дії водної ерозії. Усього в каньйоні налічується понад 150 подібних котлів.
Каньйон зрошують численні гірські потоки, струмки та джерела (найбільший з них — Панія, має середньорічну витрату води 350 літрів в секунду), які на виході з ущелини зливаються в річку Аузун-Узень (крим. Гирлова або Ротова річка). Температура води в річці та її притоках ніколи не перевищує +11 °C. Від злиття річок Аузун-Узень і Сари-Узень утворюється річка Коккозка, що є лівою притокою найбагатоводнішої річки Криму — Бельбеку. Тільки в період другої половини літа і восени, коли випадає мало опадів, каньйон стає майже сухим і доступнішим для огляду. У дощ перебувати в каньйоні небезпечно через посилення каменепадів. З цієї ж причини і в суху погоду небезпечно підходити до стін каньйону. Після багатогодинних дощів річищем мчить руйнівний водяний потік, що змітає на своєму шляху важкі валуни.
У Великому каньйоні Криму особливий мікроклімат, що сформувався завдяки його геоморфологічним особливостям і розташуванню. Відмітною рисою мікроклімату каньйону є вищий рівень вологості і нижчий рівень температур, у порівнянні з навколишньою територією. Рослинність тут розвивається із запізненням на 3—4 тижні в порівнянні з навколишніми лісами. Але в льодовикову епоху, добре ізольований каньйон став притулком для багатьох теплолюбних рослин.

## Флора і фауна каньйону
Схили каньйону, складені світло-сірими і рожевими вапняками, місцями порослі невеликими групами кримських сіроствольних сосен. У нижній частині ущелини ростуть широколистяні ліси. Основні породи дерев — граб, бук, ясен, дуб, польовий клен, горобина, липа. Підлісок складається з чагарників: ліщини, кизилу, барбарису, крушини, скумпії, грабинника, у великій кількості представлений плющ звичайний (Hedera helix L.).
Особливістю флори каньйону є наявність понад півтори тисячі дерев третинного релікта — тиса ягідного (Taxus baccata). Старі тиси досягають 1,5 м в обхваті і 10—15 м висоти. Крім того, в каньйоні ростуть рідкісні види папороті, реліктова під'язикова іглиця, ендемічний ломикамінь, понад дві третини видів орхідей Криму, серед яких дуже рідкісна орхідея Венерин черевичок та інші рослини.
З фауни Великого каньйону найпримітнішим видом є струмкова форель, що мешкає в холодній, насиченій киснем, воді річок ущелини. Зі ссавців часто трапляється їжак білочеревий та лисиця (кримський підвид), рідше — кримські підвиди ласки, борсука, сарни європейської. З птахів найхарактерніші:  довгохвоста синиця, дятел, горихвістка, вільшанка, вівчарик та сойка. З плазунів найчисленніші ящірки.

## Дослідження каньйону
Каньйон був добре відомий місцевим жителям здавна, але сучасну назву — Великий каньйон йому дав і докладно описав професор І. Пузанов у 1925 році.
Професор Пузанов у 1923 р. подорожував з другом по яйлі і першим у краєзнавчій літературі зробив опис Великого каньйону:

Облазивши масив Бойка, скеляста поверхня якого нічим не відрізнялася від Ай-Петринської, форпостом якої він є, ми вирішили йти прямо на Ай-Петрі… Прокрокувавши з півгодини, ми раптом опинилися на краю бездонної ущелини, що простягнулася паралельно Яйлі. Заглянувши із завмиранням серця в безодню, що перегородила нам шлях, ми побачили, що на дні тече річка. Протилежний край ущелини був також абсолютно прямовисний, як і той, на якому ми стояли. По прямій до нього було не більше 200—250 м. Через безодню, що нас розділяє, зі свистом проносилися білочереві стрижі.
Оригінальний текст (рос.)
Облазив массив Бойка, скалистая поверхность которого ничем не отличалась от Ай-Петринской, форпостом которой он является, мы решили идти прямо на Ай-Петри… Прошагав с полчаса, мы вдруг оказались на краю бездонной расселины, протянувшейся параллельно Яйлі. Заглянув с замиранием сердца в преградившую нам путь бездну, мы увидели, что на дне течет река. Противоположный край расселины был так же абсолютно отвесен, как тот, на котором мы стояли. По прямому расстоянию до него было не больше 200—250 м. Через разделяющую нас бездну со свистом проносились белобрюхие стрижи.

Професор І. Пузанов записав розмову з садівником, який працював в Юсуповському мисливському будинку:

Наші селяни розповідають, що ночами з ущелини Аузун-Узень доносяться дикі крики, вереск і регіт — то шайтани справляють свої весілля…
Оригінальний текст (рос.)
Наши крестьяне рассказывают, что по ночам из расселины Аузун-Узеня доносятся дикие вопли, визги и хохот — то шайтаны справляют свои свадьбы…

І. Пузанов уперше вжив назви Вартового, Соснового, Четвертого та П'ятого мисів. У Четвертому мисі розташована печера Туар-Коба (Коров'яча печера), що здавна служила місцевим жителям притулком для худоби.
Утім, каньйон був відомий російським мандрівникам і до Пузанова. У 1906 році в науковій статті «Про нові для флори Криму папороті» опис каньйону зробив ботанік І. В. Ваньков. Географ Н. В. Рухля 1915 року в монографії «Огляд річкових долин Гірської частині Криму» досить детально охарактеризував основні річки гірського Криму, в тому числі й район Великого каньйону. У путівнику по Криму кримського товариства дослідників природи, який був виданий перед Першою світовою війною, є згадка про те, що в районі Коккоз "є цікава гірська ущелина — «Каньйон». Ущелина була нанесена на топографічні карти, видані до революції. У 1925 р. Ф. Ф. Шілленгер зняв фільм «По Великого каньйону Криму». У 1930-их роках екскурсія в каньйон уже була включена в план Коккозької туристичної бази. Опис ущелини з'являється у всіх путівниках Криму.
Унікальна природа каньйону зумовила необхідність особливого ставлення до неї. І вже в 1947 р. Великий каньйон Криму був оголошений пам'яткою природи, а з 1974 року територію каньйону (більше 300 га) постановою Ради Міністрів УРСР було оголошено ландшафтним заказником республіканського значення. На землях заказника заборонено рвати квіти, рубати дерева, розпалювати багаття, ночувати, встановлювати намети, здійснювати будь-які дії, які так чи інакше можуть порушити екологічну обстановку. Відвідування каньйону є платним і регламентованим. За станом заказника стежать співробітники Куйбишевського лісгоспу, розташованого в селищі Куйбишеве (Бахчисарайський район). Ними ж були розроблені спеціальні маршрути для огляду території.

## Найвідоміші об'єкти Великого каньйону
- Голубе озеро
- найбільше в Криму карстове джерело Панія (370 л/с)
- ерозійний котел з джерельними водами — «Ванна Молодості», завглибшки до 5—6 м. Температура води в ній навіть улітку не вище 13 °C.
- Сторожова скеля — висока скеля з майже прямовисною стіною над правим бортом Великого каньйону Криму, перша з заходу
- Коров'ячий грот

## Галерея

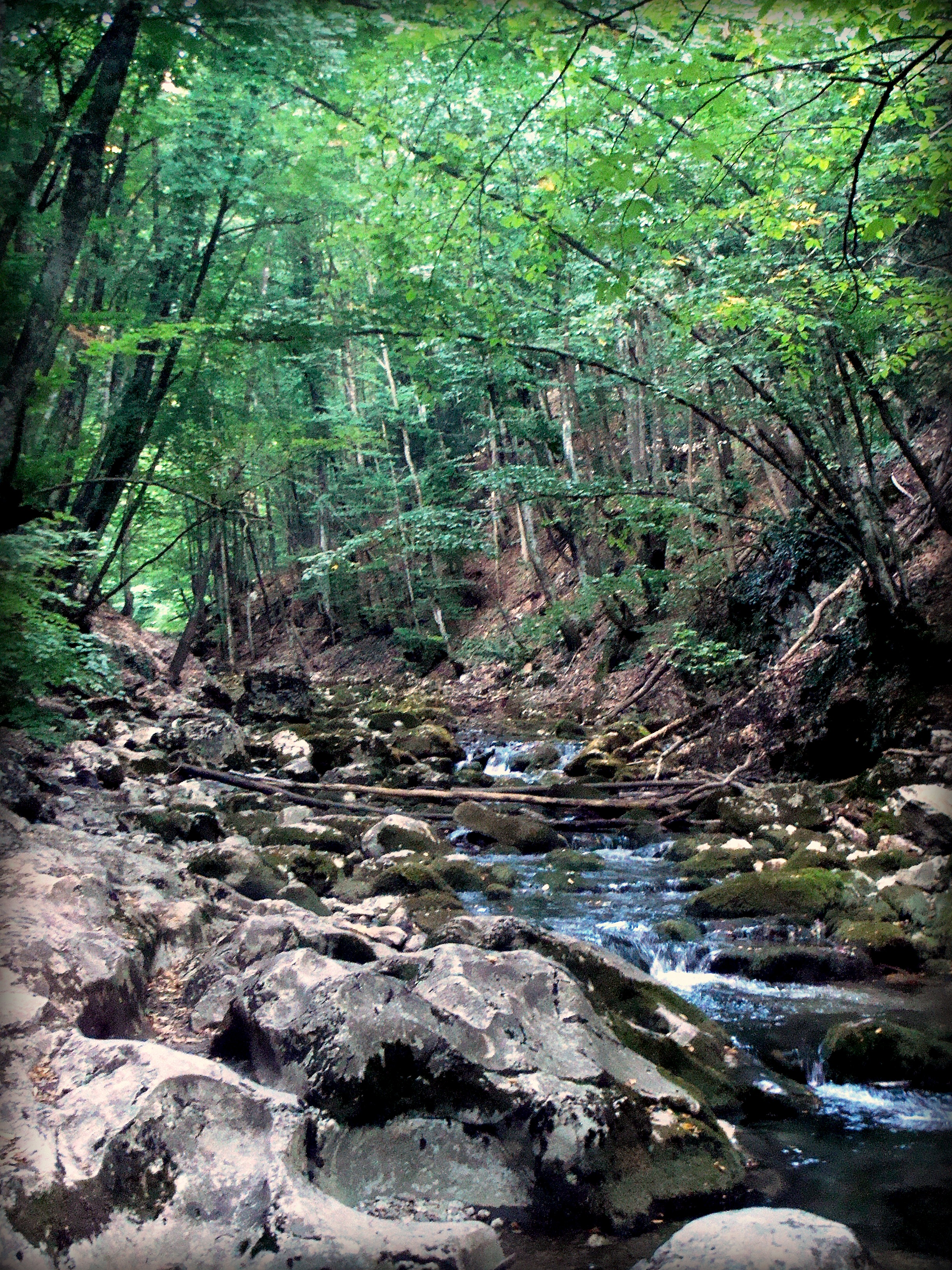
Стрімкий потік
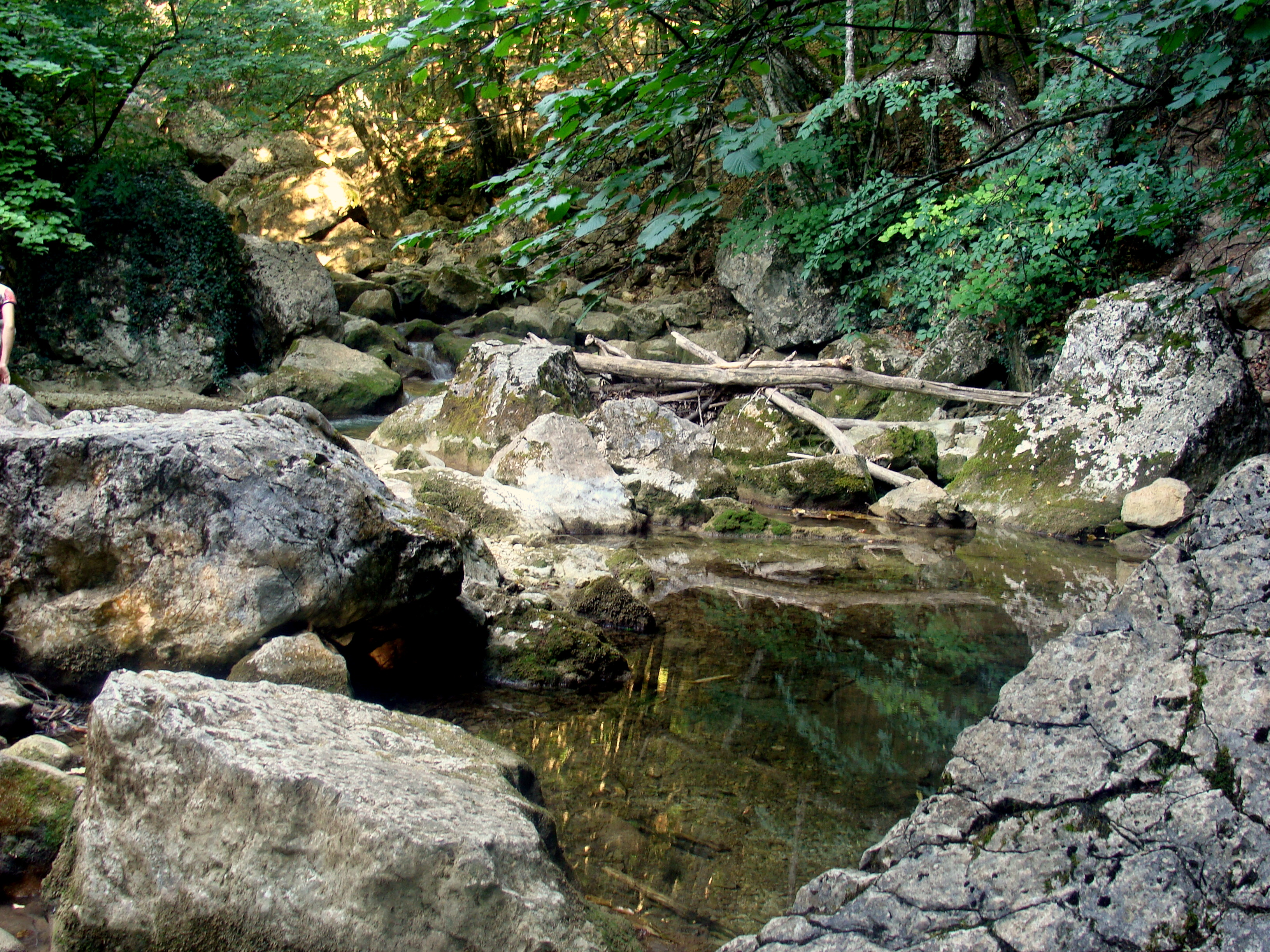
Великий каньйон
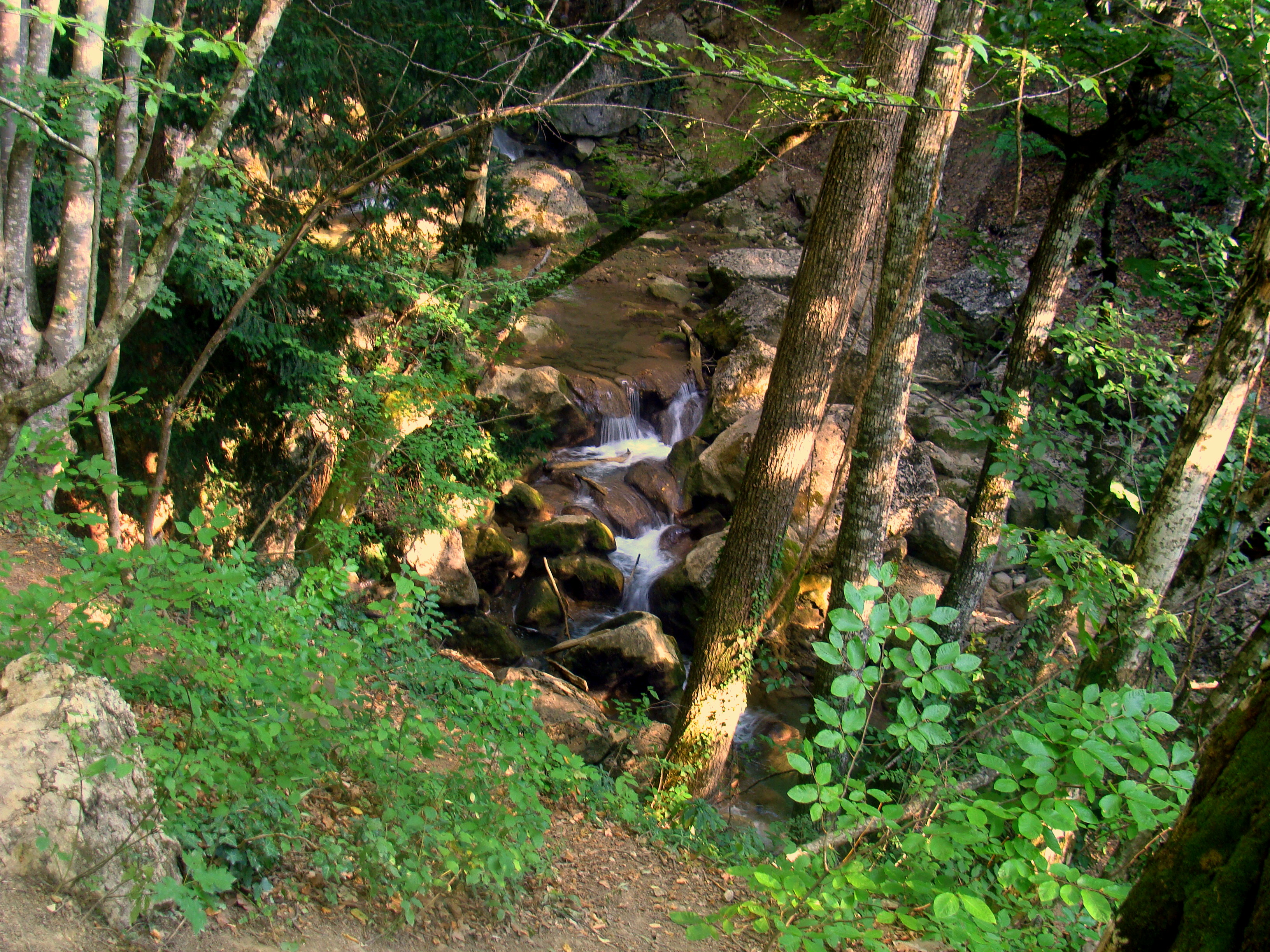
Шум річки та сонячні зайчики
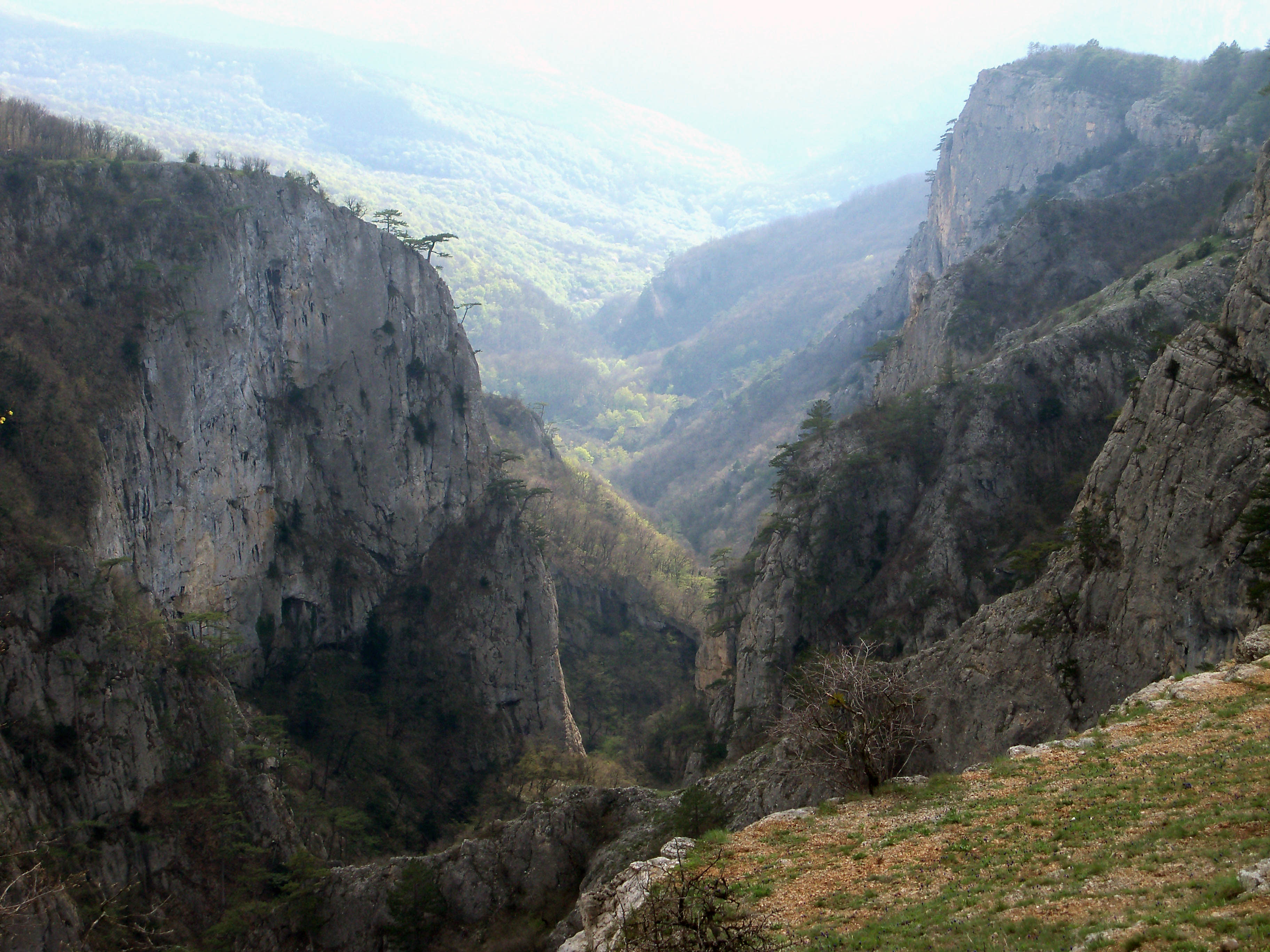
Великий каньйон Криму, ракурс
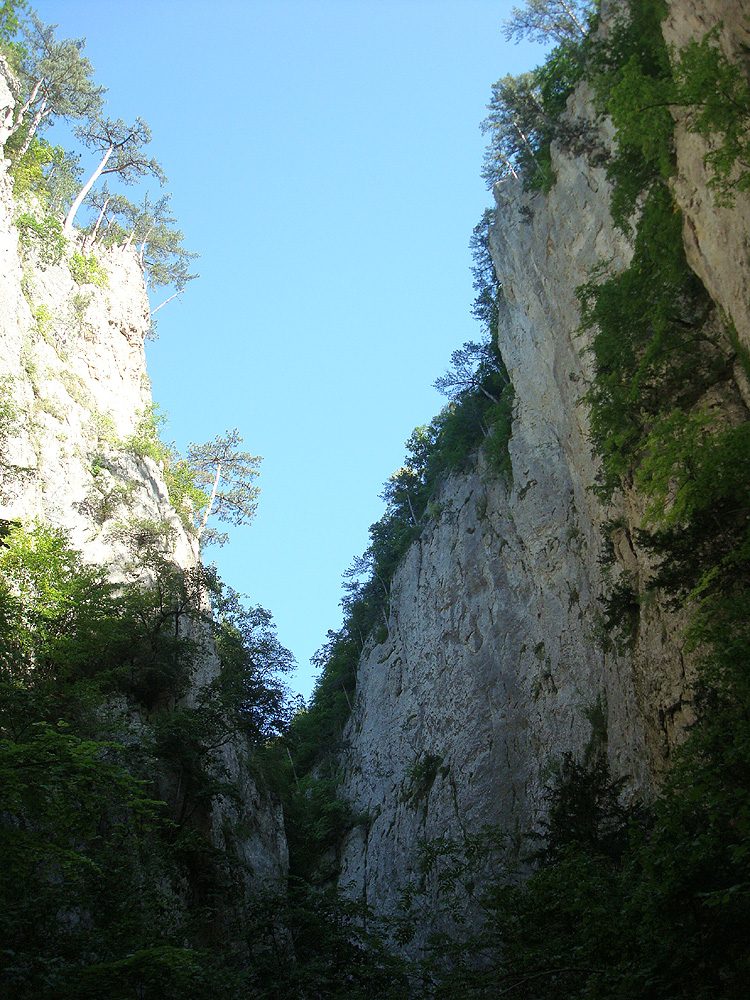
Ущелина Великого каньйону
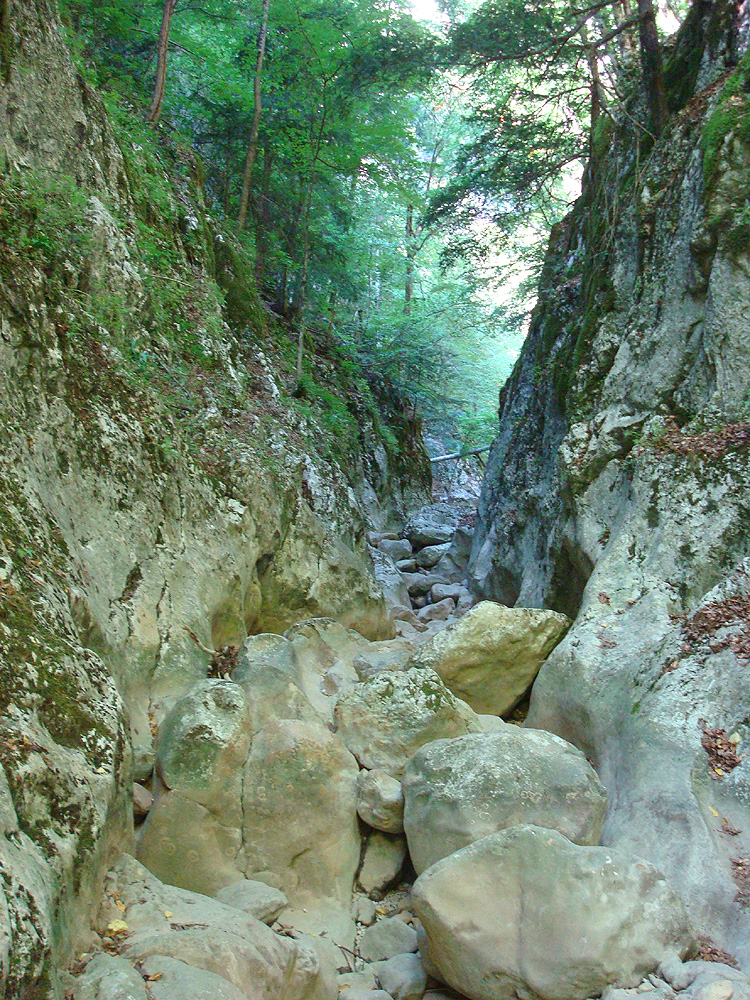
Звуження схилів Великого каньйону
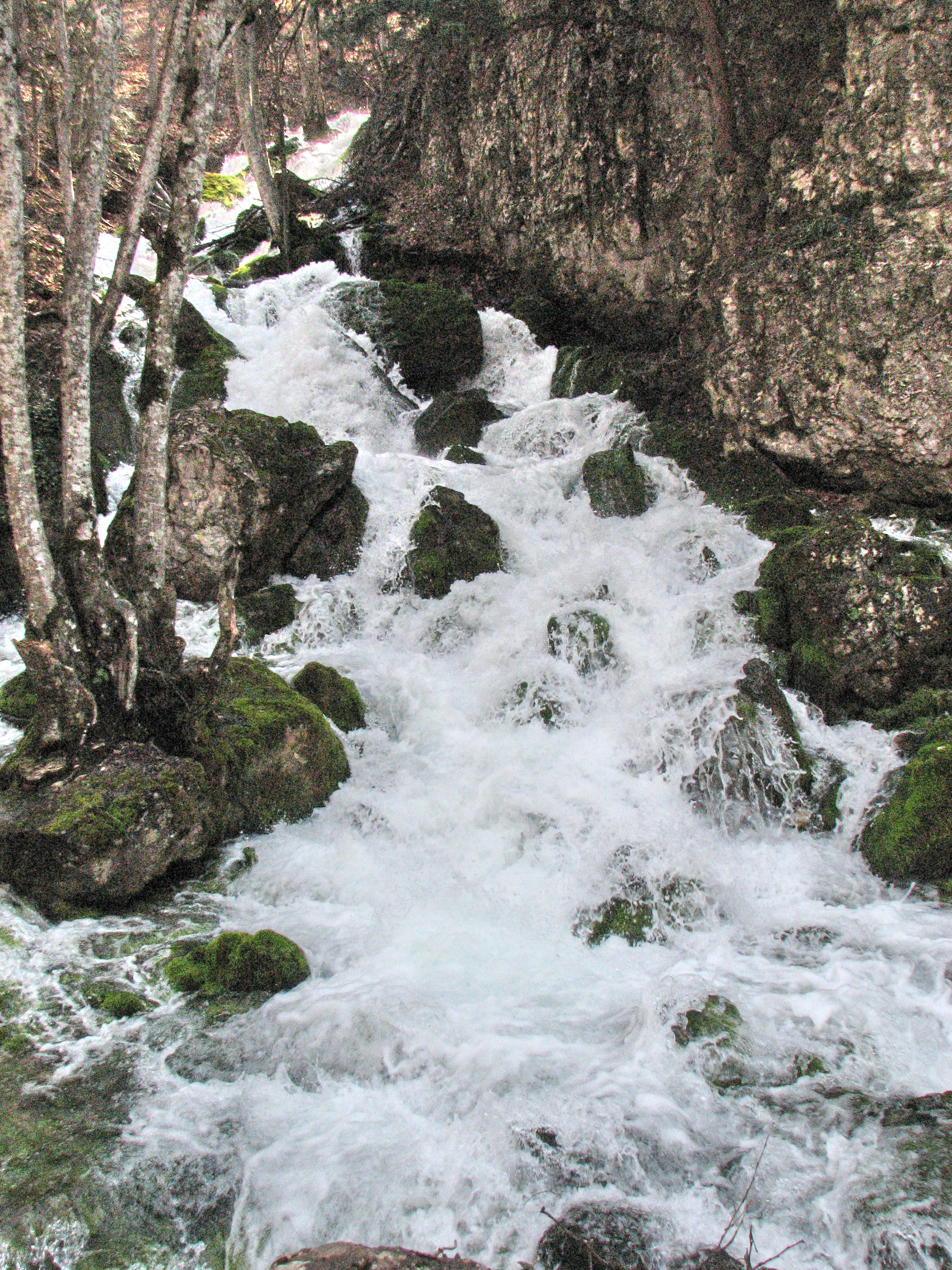
Карстове джерело Панія
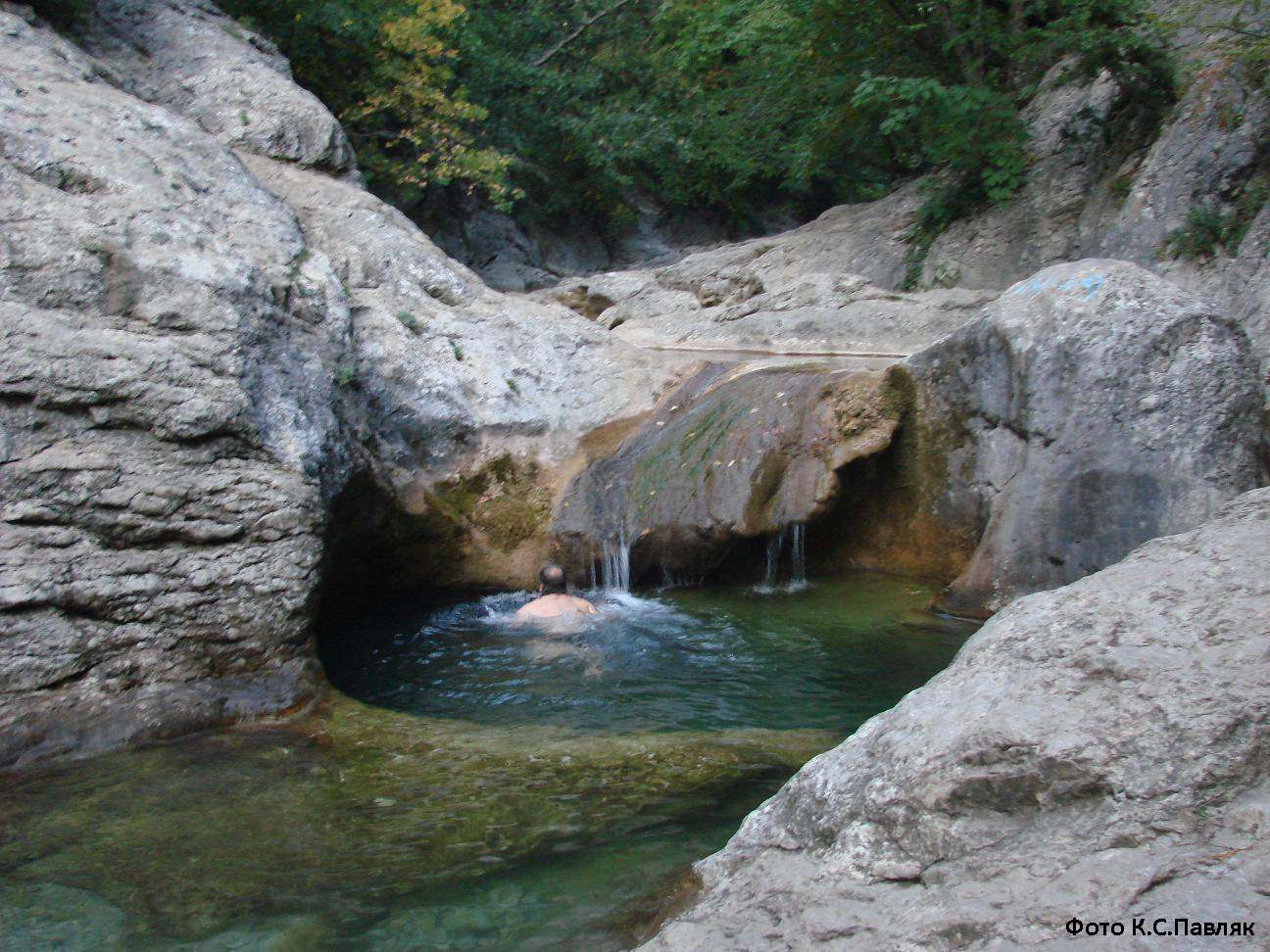
Ванна Молодості увечері
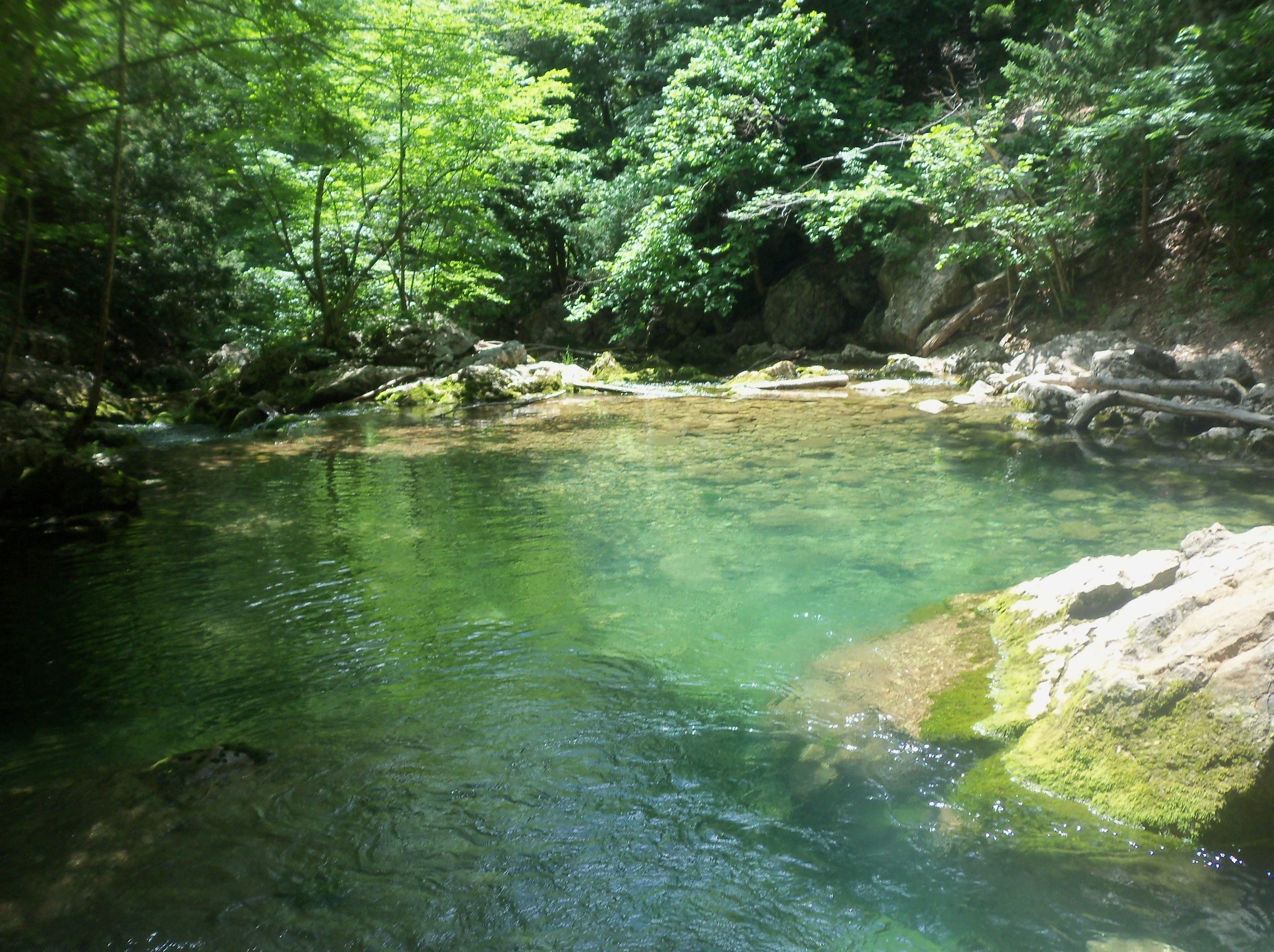
Голубе озеро
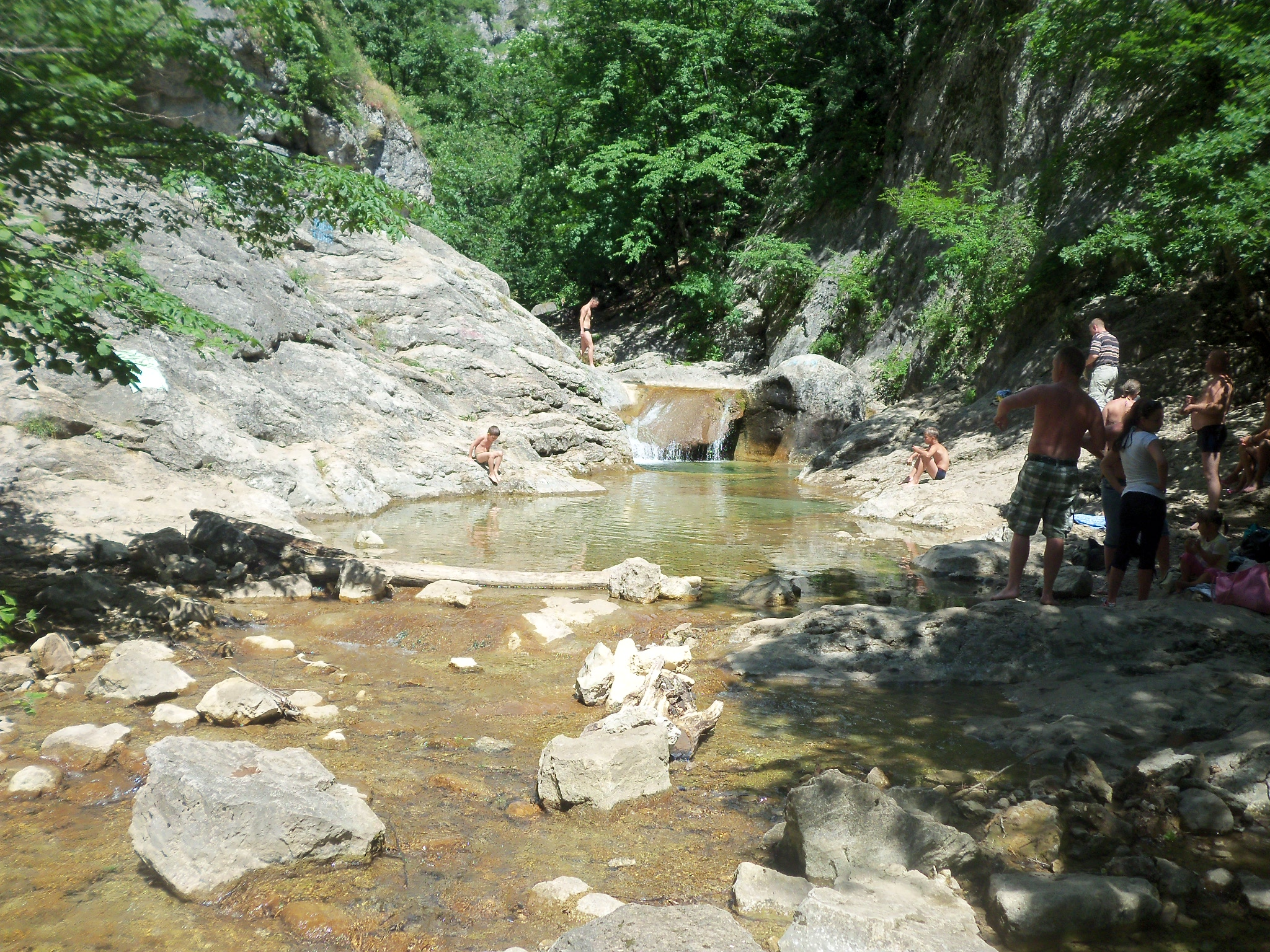
Відвідувачі Ванни молодості